# Maria Priscila
Maria Priscila Teixeira Gonçalves (Vidago, 16 de abril de 1940) é uma pintora portuguesa.

## Biografia
Nasceu em Vidago no ano de 1940 e aí reside.
Foi professora do ensino básico. Diplomada em 1960 pela E.M.E de Vila Real, iniciou as atividades docentes nesse ano. Como pintora, começou com quatro trabalhos numa exposição colectiva denominada "Comemoração Infante D. Henrique", efetuada pela Câmara Municipal de Vila Real, ainda no mesmo ano. Aposentou-se em 1992.
Está representada em várias coleções oficiais: Câmara Municipal de Boticas, Câmara Municipal de Bragança, Câmara Municipal de Chaves, Câmara Municipal de Vila Real, Casa Trás-os-Montes e Alto Douro de Lisboa, Quartel Infantaria de Chaves, Delegação do INATEL de Vila Real, entre outras instituições públicas e inúmeras coleções particulares.
Autora de cartaz e serigrafias das Festas da Cidade, comemorações do 8 de Julho de 1997 em Chaves.

Autora de capas de livros e revistas científicas e culturais. Autora de cartões de Natal.
Em 2009 foi criada pela Casa de Cultura de Vidago a "Galeria de Arte Maria Priscila" em sua homenagem.

## Prémios
- 1975 - 1º Prémio no Concurso de Pintura Dia Mundial do Ambiente;[2]
- 1992 - 1º Prémio no Concurso de Pintura do INATEL, mais menção honrosa no mesmo concurso;[2]
- 1993 - 2º Prémio no Concurso de Pintura do INATEL;[2]
- 1996 - 1º Prémio no Concurso de Pintura do INATEL, mais menção honrosa no mesmo concurso;[2]
- 2002 - Prémio Podium Arte;[2]
- 2007 - 1º Prémio de Pintura "III BIENAL DA MÁSCARA" - MASCARARTE - Bragança;[4]
- 2011 - 2º Prémio de Pintura "V BIENAL DA MÁSCARA" - MASCARARTE - Bragança.

## Exposições Coletivas
- 1960 - Escola do Magistério Primário de Vila Real; Câmara Municipal de Vila Real;
- 1984 - Galeria de Turismo de Chaves; Palace Hotel de Vidago; Casino das Pedras Salgadas; Salão de Outono do Casino do Estoril;
- 1985 - Casa de Trás-os-Montes e Alto Douro; Feira Internacional de Lisboa; Galeria do Turismo de Chaves; Secretaria de Estado de Comunicação Social - Porto;
- 1987 - Galeria do Casino do Estoril - Salão de Outono;
- 1989 - Sede da UNESCO - Paris, França; Casa da Juventude - Verin, Espanha;
- 1990 - Universidade de Trás-os-Montes e Alto Douro - Vila Real; Gallaecia - 90 Vigo;
- 1993 - Museu da Região Flaviense; Casa da Cultura de Outeiro Seco; Arquivo Distrital de Vila Real;
- 1994 - Galeria da Adega Faustino - Chaves; Galeria do Turismo de Chaves; Câmara Municipal de Boticas; Podium 94; Vigo - Galiza; Arte Jovem - Chaves;
- 1995 - Estúdio 34 - Ourense, Galiza; Galeria da Adega Faustino - Chaves; Galeria do Palace Hotel de Vidago;
- 1996 - Instituto do Vinho do Porto - Régua; INATEL 96 - Vila Real; Vigo - Galiza.
- 1997 - Centro Cultural de Paço d'Arcos - Lisboa; Mercado Ferreira Borges - Porto; Museu da Região Flaviense - Chaves; Centro Cultural de Boticas;
- 1998 - Centro Cultural de Paço d'Arcos - Lisboa; Galeria do Palace Hotel de Vidago; Câmara Municipal de Montalegre;
- 2000 - Centro Cultural de Vila Real; Arte Nossa - ADRAT, Chaves;
- 2001 - Arte Nossa - ADRAT, Chaves;
- 2002 - Prémio de Pintura - III Congresso de Trás-os-Montes e Alto Douro - (Artista Selecionada) - Bragança;
- 2003 - Arte Nossa - ADRAT, Chaves;
- 2004 - Centro Cultural de Chaves;
- 2005 - Comemorações do 100 anos da Casa de Trás-os-Montes e Alto Douro - Chaves; Comemorações do 100 anos da Casa de Trás-os-Montes e Alto Douro - Lisboa; Centro Cultural de Chaves "Margens do Tâmega" - Chaves; Tamaganos - Verin, Espanha;
- 2006 - Encontro de Arte Jovem - Bienal de Arte - Chaves; "O Tâmega e as suas Margens" - Pavilhão ADRAT - Chaves;
- 2007 - Centro Cultural de Verin (Entroido); II Encontro Luso - Galaico "Aromar", Casa da Cultura - Porto do Son; III Bienal da Máscara "MASCARTE" - Centro Cultural de Bragança;
- 2008 - Gallery Master Pieces - Nova Iorque, Estados Unidos da América. Inauguração da GALERIA MARIA PRISCILA em Vidago;
- 2009 - Entroido de Verin - Casa do Escudo - Verin, Espanha;
- 2010 - Entroido de Verin - Casa do Escudo - Verin, Espanha;
- 2011 - Centro Cultural de Chaves (Artistas de Chaves); Casa de Trás-os-Montes e Alto Douro - Lisboa; V Bienal da Máscara "MASCARTE" - Centro Cultural de Bragança;
- 2012 - Bienal de Arte Chaves - Centro Cultura de Chaves - Artista Selecionada para Exposição - Eurocidade - Chaves-Verin ( Casa do Escudo );
- 2014 - XXVIII - Exposição coletiva dos Sócios da Árvore - Museu Nacional de Soares dos Reis.[5]

## Exposições Individuais
- 1960 - Escola do Magistério Primário - Vila Real;
- 1984 - Galeria Palace Hotel - Vidago;
- 1985 - Galeria Palace Hotel - Vidago;
- 1986 - Galeria Palace Hotel - Vidago;
- 1987 - Salão Nobre da Casa do Douro - Régua; Galeria Palace Hotel - Vidago; Galeria Senhora Dona - Ed. Bristol - Porto;
- 1988 - Galeria do Posto de Turismo - Coimbra; Faculdade de Medicina Dentária - Porto; Faculdade de Economia - Porto; Salão Nobre dos B.V.V. - Vidago; Galeria Palace Hotel - Vidago;
- 1989 - Galeria Palace Hotel - Vidago; Salão Nobre dos B.V. Vidago; Salão Nobre dos B.V. Vila Pouca de Aguiar; Museu da Região Flaviense - Chaves;
- 1990 - Átrio das Termas - Chaves; Hotel Aquae Flaviae - Chaves; Galeria Palace Hotel - Vidago;
- 1991 - Salão Nobre da Casa do Douro - Régua; Galeria Palace Hotel - Vidago;
- 1992 - Câmara Municipal de Vila Real; Galeria Nova Bila - Vila Real; Galeria Palace Hotel - Vidago;
- 1993 - Museu da Região Flaviense; Arquivo Distrital de Vila Real; Galeria Palace Hotel - Vidago;
- 1994 - Galeria da Adega Faustino - Chaves; Galeria de Turismo - Chaves; Galeria Palace Hotel - Vidago; Centro Cultural de Boticas - Podium 94;
- 1995 - Estúdio 34 - Ourense, Espanha; Galeria Palace Hotel - Vidago;
- 1996 - Galeria da Adega Faustino - Chaves; Galeria Palace Hotel - Vidago;
- 1998 - ADRAT - Chaves;
- 1999 - Aero Clube - Chaves;
- 2000 - Galeria Palace Hotel - Vidago; Museu da Região de Vidago;
- 2006 - Galeria do Hotel São Francisco - Chaves; Centro Cultural de Chaves;
- 2008 - Centro Cultural de Chaves; Galeria de Arte Maria Priscila - Vidago;
- 2009 - Galeria de Arte Maria Priscila - Vidago;
- 2010 - Galeria de Arte Maria Priscila - Vidago;
- 2011 - "Esperando a Madrugada" - Centro Cultural de Chaves[6]; "Esperando a Madrugada" - Galeria de Arte Maria Priscila - Vidago;
- 2012 - "Nasci há um Instante - Antologia" - Maria Priscila - Museu Abade Baçal - Bragança.[7]

## Inspiração artística
| “ | Aqui ... Chaves ... Vila Real ... Bragança ... nesta “nossa região” única e tão especial emergem esculturas / silhuetas efémeras / obras de arte ... carícias infinitas que erguem num fluir constante à minha volta. Cada pintura é um jogo de sensações admiráveis / gémeas da autenticidade da paz, da proximidade do Amor / duma inatingível sedução pela imprevisibilidade de formas e cores em que desafio todos os limites. Cada obra é um flash / emoção, um olhar intenso e transcendente à atividade / político / teatral, duma sociedade em explosiva mutação, em decadência acelerada / perda de valores transformada em manchas / poemas / hinos / memórias ... essências / desilusões ... Cada pintura é um pedaço do que penso ... do que vejo, do que sinto e do que gostaria que o mundo fosse: ... Um Mundo mais! ... Um Mundo melhor! ......... | ” |

| “ | Atravesso vales e montanhas, rebolo-me nas margens virgens dos rios silenciosos dos planaltos do nosso interior e aí eu repouso na delícia dessas paisagens rudes, quase primitivas onde o sonho da pureza campesina nos ressalta gratuitamente como dádiva divina inesperada. É destas cores, destas emoções vivas que nascem os riscos e as manchas dos meus quadros. São registos cheios de luz, cor, movimento com analogias, roturas, continuidade e ... sobretudo liberdade de expressão. | ” |

| “ | Vivo num fascínio permanente à descoberta dos segredos por onde a vida se esconde, vislumbrando os verdadeiros tesouros da vida. “Atingir” o outro lado das coisas, que o silêncio tantas vezes põe diante dos nossos olhos é um desafio ao nosso “saber olhar” e ao desfiar do nosso pensamento. Em pinceladas onde o movimento e a gestualidade definem uma certa força imaginativa, vou escrevendo e gravando em cada quadro alguns registos que considero importantes | ” |